# ليوبومير ستويانوفيتش
ليوبومير ستويانوفيتش هو أستاذ جامعي ومؤرخ وسياسي صربي، ولد في 6 أغسطس 1860 في أوزيتشى في صربيا، وتوفي في 16 يونيو 1930 في براغ في التشيك. نشط حزبياً في People's Radical Party ‏.